# Província de Lecce
La província de Lecce  és una província que forma part de la regió de la Pulla a Itàlia. La seva capital és Lecce.
Banyada al nord-est pel mar Adriàtic (canal d'Òtranto) i al sud-oest pel Mar Jònic, a la província de Lecce ocupa l'extrem sud de la Pulla i limita al nord-oest amb la província de Bríndisi i la província de Tàrent.
Té una àrea de 2.799,07 km², i una població total de 802.807 hab. (2016). Hi ha 97 municipis a la província.